# Danuta Czech
Danuta Czech (* 1922 in Humniska bei Brzozów; † 4. April 2004) war eine polnische Historikerin.

## Leben
Bis 1939 besuchte sie das St.-Kinga-Gymnasium in Tarnów. 1941 machte sie ihr Abitur am Handels-Lyzeum. Später studierte sie von 1946 bis 1952 an der Jagiellonen-Universität in Krakau, wo sie den Magister der Soziologie erwarb.
Während der deutschen Besetzung Polens im Zweiten Weltkrieg übten sie und ihr Vater Stefan Czech eine aktive Rolle in der Widerstandsbewegung aus. Ihr Vater, der zur Heimatarmee gehörte, war Vorsteher eines Mechanikergeschäfts der staatlichen Stickstofffabrik in Mościce bei Tarnów. Er war 43 Jahre alt, als die Deutschen ihn verhafteten. Sie deportierten ihn am 20. April 1943 in das KZ Auschwitz. Später war er Gefangener des Konzentrationslagers Buchenwald und zuletzt in Dora-Mittelbau. Er entkam 1945 dem Tod nur knapp während der Räumung des Lagers, als er aus einer Gefangenenkolonne ein paar Kilometer außerhalb von Gardelegen floh. Dort starben über 1000 Gefangene, die bei einem nationalsozialistischen Endphaseverbrechen lebendig in der Feldscheune Isenschnibbe verbrannt wurden.
Sicherlich beeinflusst von den Schicksalsschlägen ihres Vaters entschied sich Danuta Czech 1955, eine Stelle im staatlichen Museum Auschwitz-Birkenau in Oświęcim anzunehmen. Sie nahm dort im Laufe der Zeit verschiedene Aufgaben wahr, bis sie schließlich stellvertretende Vorsitzende des Museums wurde.
Darüber hinaus sagte sie in mehreren Prozessen in Deutschland gegen in Auschwitz tätige SS-Männer als Expertin aus.

## Werk
Danuta Czech war Autorin zahlreicher Veröffentlichungen zur Geschichte des Konzentrationslagers Auschwitz. Viele ihrer Werke wurden sowohl im Ausland als auch in Polen veröffentlicht.
Ihr Lebenswerk waren die Auschwitz-Chroniken, die auf beinahe 1000 Seiten die Geschehnisse im Lager beschrieben. Diese Arbeit ist ein Grundlagenwerk an Information über Auschwitz. Auch im Ruhestand hörte sie nicht auf, daran weiterzuarbeiten.
Das Museum veröffentlichte ihre Chroniken in seiner Serie Zeszyty Oświęcimskie (Auschwitz Review) von 1958 bis 1963.
Überarbeitete und erweiterte Editionen sind z. B. die deutsche Version von 1989 Kalendarium der Ereignisse im Konzentrationslager Auschwitz-Birkenau 1939–1945, die englische Version Auschwitz Chronicle 1939–1945, veröffentlicht 1999 in den USA und Kanada, eine polnische Edition in Buchform von 1992 und eine neue amerikanische Version aus dem Jahre 1997.
Die Publikation Auschwitz in den Augen der SS aus dem Jahr 1992 des Staatlichen Museums Auschwitz-Birkenau enthält, neben den Aufzeichnungen von Rudolf Höß und dem Tagebuch von Johann Paul Kremer, den vollständigen Broad-Bericht. Der Bericht ist mit 76 Anmerkungen versehen, die den Text näher erläutern. Die Ausarbeitung der Anmerkungen stammen von Jadwiga Bezwinska und Danuta Czech.

## Veröffentlichungen
- Kalendarium der Ereignisse im Konzentrationslager Auschwitz-Birkenau 1939–1945. Rowohlt Verlag, Reinbek bei Hamburg 1989, ISBN 3-498-00884-6.
- Danuta Czech: Kalendarz wydarzeń w KL Auschwitz. Oświęcim-Brzezinka: Wydawn. Państwowego Muzeum w Oświęcimiu-Brzezince, 1992, ISBN 83-85047-04-2
- Wacław Długoborski, Franciszek Piper (Hrsg.): Auschwitz 1941–1945. Studien zur Geschichte des Konzentrations- und Vernichtungslagers Auschwitz. Oswiecim: Verlag des Staatlichen Museums Auschwitz-Birkenau, 1999, darin: Band 5: Danuta Czech, Aleksander Lasik, Stanisław Kłodziński, Andrzej Strzelecki: Epilog. ISBN 83-85047-76-X[2][3]

## Nachweise
1. ↑  Staatliches Museum Auschwitz-Birkenau (Hrsg.): Auschwitz in den Augen der SS, Oświęcim 1998, ISBN 83-85047-35-2.
2. ↑  Vertrieb in Deutschland: Metropol Verlag, Kurfürstenstraße 135, 10785 Berlin
3. ↑  Rezensionen - Newsletter Nr. 19. In: fritz-bauer-institut.de. Fritz Bauer Institut, 2000, archiviert vom Original am 24. August 2001; abgerufen am 16. Juli 2016: „Eine ausführliche Bibliographie, die neben wissenschaftlichen Darstellungen, Quelleneditionen und Zeugnissen von Überlebenden auch Quellenbestände in fünfzehn Archiven aufzählt“

| Personendaten    | Personendaten     |
| ---------------- | ----------------- |
| NAME             | Czech, Danuta     |
| KURZBESCHREIBUNG | polnische Autorin |
| GEBURTSDATUM     | 1922              |
| GEBURTSORT       | Humniska, Brzozów |
| STERBEDATUM      | 4. April 2004     |